# لسلی بنزیه
لسلی بنزیه (به انگلیسی: Leslie Benzies) یک تولیدکننده بازی‌های ویدئویی اسکاتلندی و مدیرعامل سابق شرکت راک‌استار نرث است. او یکی از توسعه‌دهندگان سری بازی‌های اتومبیل‌دزدی بزرگ است.

## زندگی‌نامه
لسلی در ادینبرو، اسکاتلند به دنیا آمد و در جوانی به الگین نقل مکان کرد. در یازده سالگی پدر او، یک اژدها ۳۲/۶۴ برای او خرید؛ طولی نکشید که لسلی توانست اولین بازی خودش را بنویسد.
کار حرفه‌ای لسلی به‌عنوان تولیدکننده بازی‌های ویدئویی در سال ۱۹۹۹ با دی‌ام‌ای دیزاین (راک‌استار نرث امروزی) شروع شد. در سال ۲۰۰۵ جایزه مخصوص بفتا را دریافت کرد. این دستاورد به سم هوسر (مدیرعامل شرکت راک‌استار گیمز) و لسلی، برای سهم برجسته خود را به صنعت بازی اهدا شد.
او هم‌اکنون مشغول کار بروی پروژه جدید خود با نام EVERYWHERE می‌باشد.

## اعتبارات بازی‌های ویدئویی

### تولیدکننده
- اتومبیل‌دزدی بزرگ ۳
- اتومبیل دزدی بزرگ: وایس سیتی
- اتومبیل‌دزدی بزرگ: سن آندریاس
- اتومبیل‌دزدی بزرگ: ماجراهای لیبرتی سیتی
- اتومبیل‌دزدی بزرگ: ماجراهای وایس سیتی
- اتومبیل‌دزدی بزرگ ۴
- اتومبیل‌دزدی بزرگ ۴: گمشده و نفرین‌شده
- اتومبیل‌دزدی بزرگ ۴: حکایت گی تونی
- سرخ‌پوست مرده: رستگاری
- اتومبیل‌دزدی بزرگ ۵